# Bachinhal, Kushtagi
Bachinhal là một làng thuộc tehsil Kushtagi, huyện Koppal, bang Karnataka, Ấn Độ.